# 지방도 제583호선
지방도 제583호선은 충청북도 음성군 금왕읍에서 삼성면 화봉육교까지 잇는 충청북도의 지방도이다. 삼성면 화봉육교를 기준으로 하여 경기도와 경계를 이루는 지점에서 지방도 제329호선과 직결된다.
2010년에 지방도 제329호선과 통합되면서 폐지되었다.

## 연혁
- 2003년 2월 14일 : 노선 폐지 및 재지정으로 기점이 '음성군 금왕읍 내송리'에서 '음성군 금왕읍 무극리'로 변경[1]
- 2008년 12월 26일 : 지방도 도로구역 지정[2]
- 2010년 4월 16일 : 음성군 삼성면 양덕리 220m 구간 개통[3]
- 2010년 9월 : 지방도 제329호선과 통합[4]
- 2011년 9월 9일 : 금왕 ~ 내송간 도로 확포장공사에 의해 음성군 금왕읍 내송리 1.76 km 구간 도로구역 변경[5]

## 주요 경유지
- 음성군
  - 금왕읍 금왕사거리 - 금왕삼거리 - 내송 교차로 - 쌍봉리 - 내곡삼거리 - 내곡리 - 사창리
  - 삼성면 김정삼거리 - 김정사거리 - 삼성사거리 - 덕정삼거리 - 양덕저수지 - 대사리 - 화봉육교 - 지방도 제329호선과 직결

## 중복 구간
- 음성군 금왕읍 내곡리 내곡삼거리 ~ 삼성면 덕정리 삼성사거리 : 지방도 제333호선과 중복